# Jim Carter
James Edward Carter (ur. 19 sierpnia 1948 w Harrogate) – brytyjski aktor filmowy, teatralny i telewizyjny. Wystąpił w roli Charlesa Carsona w serialu telewizyjnym Downton Abbey (2010–2015), a także filmach – Złoty kompas (2007) i Zakochany Szekspir (1998).

## Wybrana filmografia
- 1984 – Ściśle tajne (jako Déjà Vu, członek ruchu oporu)
- 1994 – Szaleństwo króla Jerzego (jako Charles James Fox)
- 1995 – Ryszard III (jako lord Hastings)
- 1996 – Orkiestra (jako Gloria)
- 1998 – Legionista (jako Lucien Galgani)
- 1998 – Zakochany Szekspir (jako Ralph Bashford)
- 1999 – Opowieści z metra (jako kontroler biletów)
- 2000 – Wampirek (jako łowca)
- 2000 – 102 dalmatyńczyki (jako detektyw Armstrong)
- 2001 – Jack i czarodziejska fasola (jako Odin)
- 2004 – Ella zaklęta (jako Nish)
- 2007 – Złoty kompas (jako John Faa)
- 2007 – Sen Kasandry (jako Garage Boss)
- 2011 – Mój tydzień z Marilyn (jako Barry)
- 2023 – Wonka (jako Abakus Całka)

## Życie prywatne
Od 1983 jest mężem aktorki Imeldy Staunton. Mają córkę Bessie (ur. 1993).